# Georg von Braun
Georg Gustaf Wilhelm von Braun (Istrum, Skara, 21 de març de 1884 – Täby, 23 d'agost de 1972) va ser un genet suec que va competir a començaments del segle xx. Era el pare del regatista olímpic Detlow von Braun.
El 1920 va prendre part en els Jocs Olímpics d'Anvers, on va disputar dues proves del programa d'hípica. En la prova del concurs complet per equips, amb el cavall Diana, guanyà la medalla d'or, mentre en el concurs complet individual fou vuitè.
Quatre anys més tard, als Jocs de París disputà dues proves del programa d'hípica. En els salts d'obstacles individual fou dinovè, alhora que fou el pitjor dels quatre genets suecs en prendre part en aquesta prova. Això va fer que no se li atorgués la medalla d'or en la prova de salts d'obstacles per equips.
Von Braun va començar la seva formació militar el 1904 i des del 1906 va servir a la Gotland Artillery Corps. Entre 1920 i 1921 va treballar breument com a agent adjunt a l'ambaixada sueca de Londres. El 1930, sent capità, va ser transferit al Regiment d'Artilleria de Karlsborg, i el 1933 al Regiment d'Artilleria de Göta. El 1942 s'incorporà al Regiment de Reserva Aèria de Estocolm i es va retirar com a coronel el 1950.